# Heinrich Hartard von Rollingen

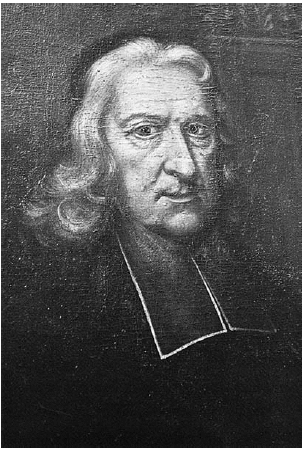
Bischof Heinrich Hartard von Rollingen, zeitgenössische Gemäldedarstellung

Heinrich Hartard von Rollingen (* 13. September 1633 in Ansemburg, heute Gemeinde Tüntingen, Luxemburg; † 30. November 1719 in Speyer) war von 1711 bis 1719 Fürstbischof von Speyer und Fürstpropst von Weißenburg.

## Leben

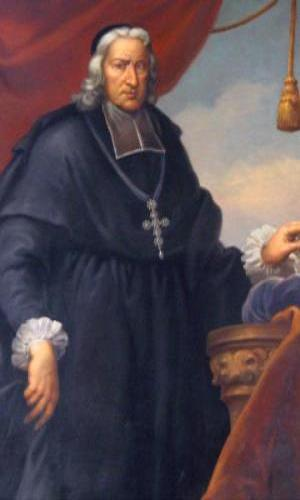
Bischof Heinrich Hartard von Rollingen, zeitgenössische Darstellung im Schloss Bruchsal

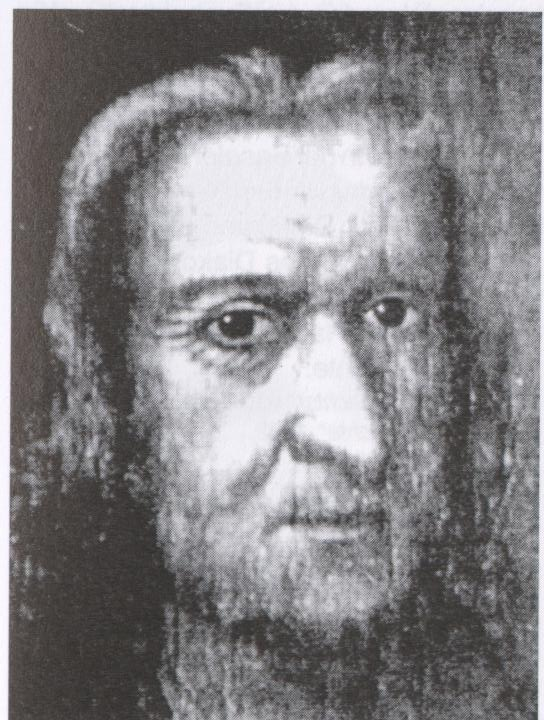
Bischof Heinrich Hartard von Rollingen, Ausschnitt aus einem zeitgenössischen Gemälde

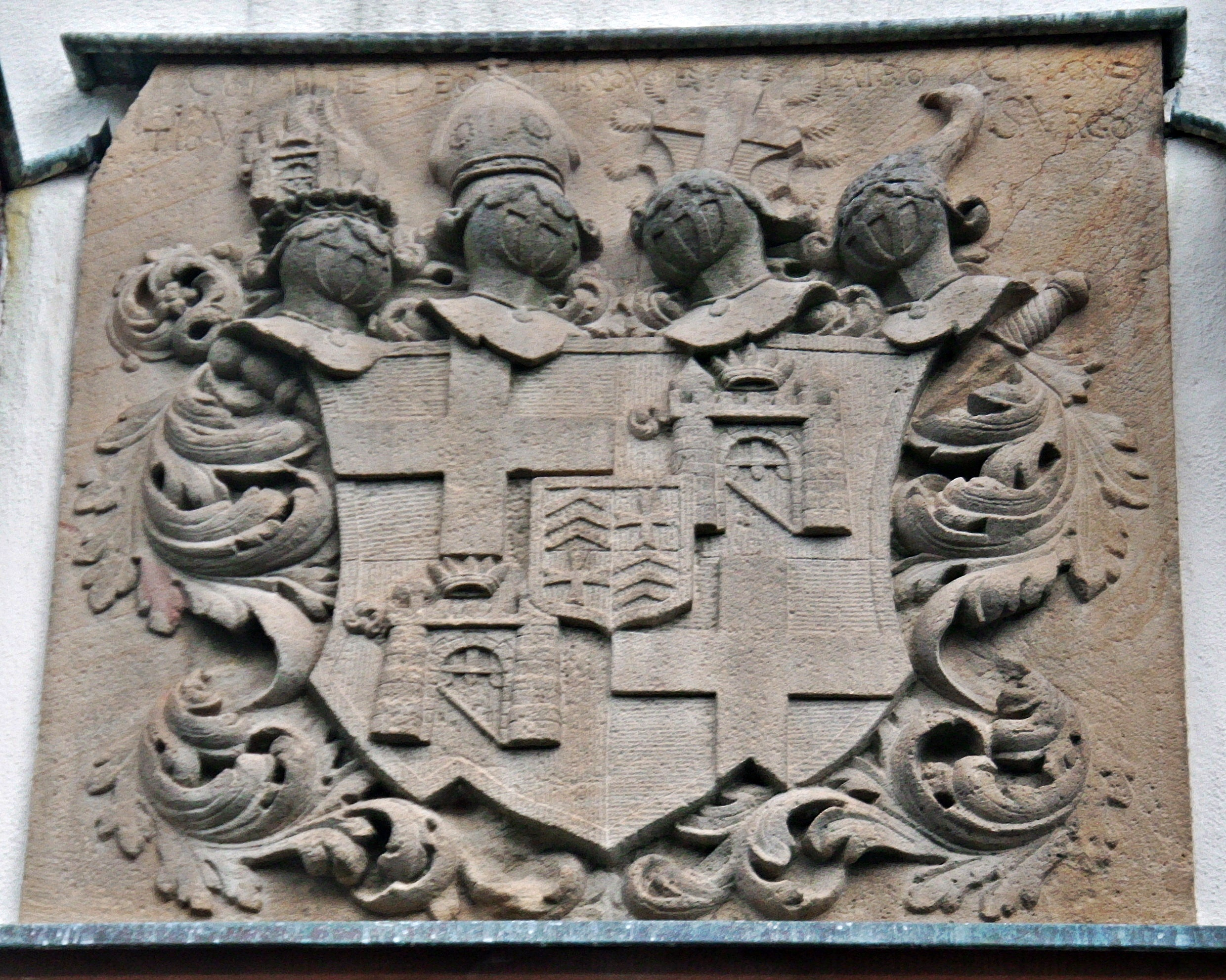
Kath. Pfarrkirche St. Barbara, Hainfeld, Wappen des Fürstbischofs Heinrich Hartard von Rollingen (1718)

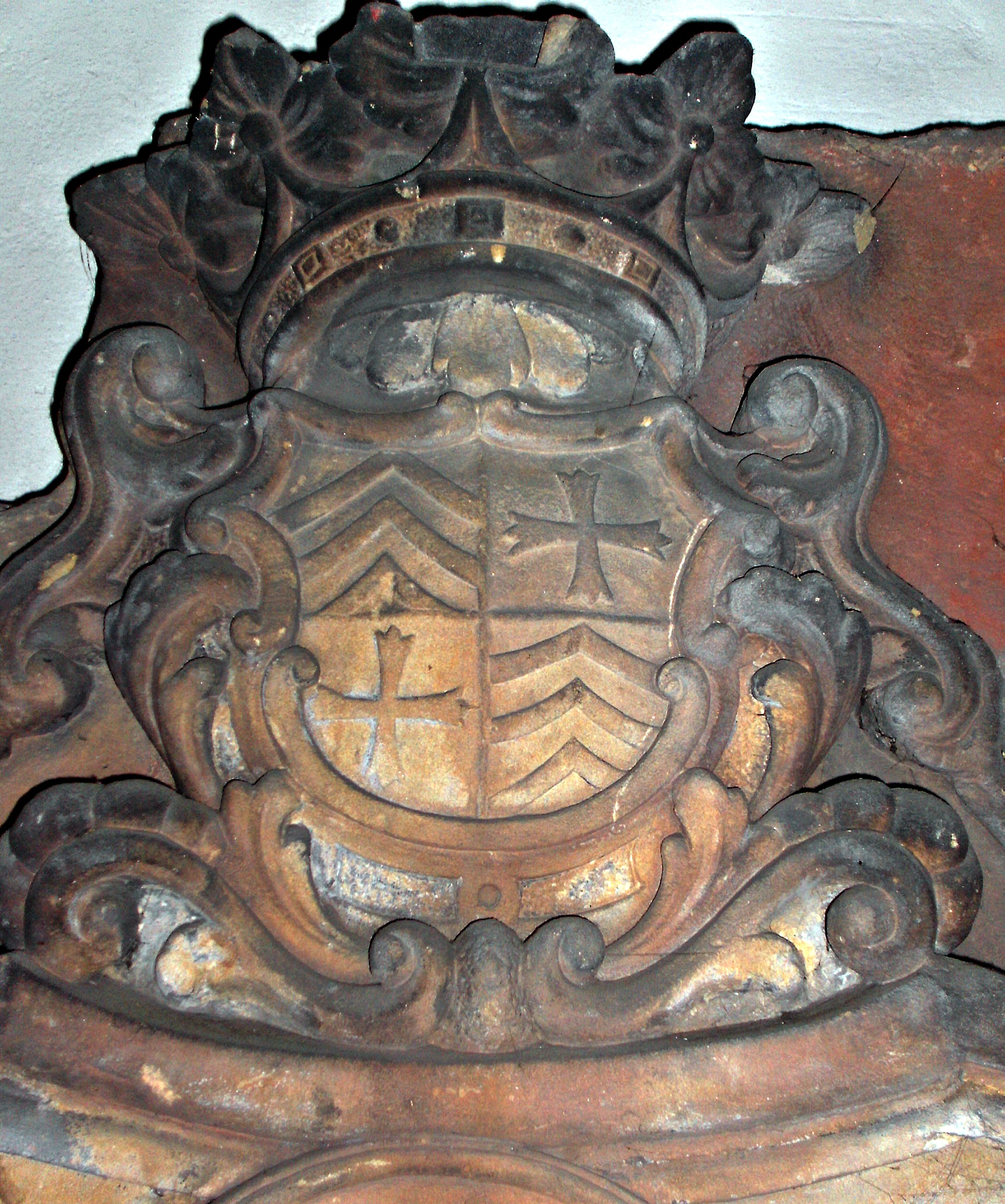
Wappen der Familie Rollingen vom Grabmal des Domherrn Karl Wolfgang Heinrich von Rollingen († 1730), des Neffen des Bischofs, im Speyerer Dom

Heinrich Hartard von Rollingen stammte aus dem Geschlecht von Rollingen und wurde auf Schloss Ansemburg in Luxemburg geboren. Er war das zweite von drei Kindern des Florenz von Rollingen und seiner Gemahlin Anna Margaretha von der Fels.
Der Junge studierte am Collegium Germanicum in Rom und erhielt 1658 auch dort die Priesterweihe. 1661 amtierte er bereits als Domkapitular in Trier und Speyer, 1676 wurde er Chorbischof in Trier.
Kaum war Johann Hugo von Orsbeck am 16. Juli 1675 Bischof von Speyer geworden, starb am 4. Juni 1676 sein Onkel, Karl Kaspar von der Leyen, Bischof und Kurfürst von Trier, dessen Koadjutor mit dem Recht der Nachfolge er war. Bischof Orsbeck verließ deshalb Speyer für immer und kehrte nur einmal, nämlich 1677, zur Huldigung kurz zurück.
Zu seinem Statthalter setzte der Oberhirte am 13. August 1676 den Speyerer Domherrn mit bischöflicher Weihe, Heinrich Hartard von Rollingen, ein. 1688 avancierte dieser zum Speyerer Domdekan, ab 1692 war er auch Generalvikar des Bistums Speyer. Unter seiner Statthalterschaft bemächtigte sich Frankreich 1680 der südlich der Queich im Elsass gelegenen Teile des Fürstbistums und verwüstete die Diözese und die Stadt Speyer im Pfälzischen Erbfolgekrieg. 1689 ließ Joseph de Montclar Speyer komplett niederbrennen, vom Dom blieb nur das Ostwerk und ein Teil des Langhauses stehen. In der Folgezeit sollte auch dieser Rest gesprengt werden. Es ist ein großes Verdienst Hartard von Rollingens, dass er dies mit allem Eifer zu verhindern suchte und schließlich eine Notsicherung und Wiederherrichtung des Kathedralrestes für den Gottesdienst erreichte. Rollingen gilt als einer der wichtigsten Retter und Bewahrer des Speyerer Doms in seiner tausendjährigen Geschichte. Außerdem hinterließ er detaillierte Schilderungen über den Stadtbrand, sowie die Verwüstungen und Sakrilegien, welche sich dabei ereigneten; beispielsweise schreibt er, dass die Franzosen im Dom sogar Gräber kürzlich Verstorbener erbrochen und die verwesenden Leichname einfach auf die Straße geworfen hätten.
Nach dem Tode von Bischof Orsbeck wählte das Domkapitel am 26. Februar 1711 den bisherigen Generalvikar und Statthalter Heinrich Hartard von Rollingen einstimmig zum Bischof von Speyer. Er war zu diesem Zeitpunkt bereits 77 Jahre alt. Die Wahl wurde am 26. September 1712 vom Papst bestätigt. Heinrich empfing am 9. September 1714, vom Mainzer Weihbischof Johann Edmund Gedult von Jungenfeld die Bischofsweihe. Als Mitkonsekratoren fungierten Peter Cornelius Beyweg und der Würzburger Weihbischof Johann Bernhard Mayer Prälat Ludwig Stamer charakterisiert ihn in seiner Kirchengeschichte der Pfalz als „gelehrten, sprachgewandten, klugen und in langjähriger Praxis erfahrenen Bischof, der unverdrossen arbeitete, obgleich ihm der Erfolg infolge der Macht der politischen Verhältnisse fast immer versagt blieb.“
Bischof Rollingen beherrschte Latein, Italienisch und Französisch so gut wie seine Muttersprache Deutsch. In religiösen Fragen vertrat er eine konsequente und kirchentreue Linie. Er lebte persönlich einfach und bescheiden. Heinrich Hartard von Rollingen sagte selbstironisch, er habe in seinem Leben wohl „mehr geschrieben als man auf einen vierrädrigen Wagen laden kann“.
Im Frühjahr 1716 äußerten sich die Spannungen zu den Bürgern der Stadt, in einer weiteren Episode im Ringen um Stadtrechte, in der Belagerung der bischöflichen Residenz durch Speyerer Bürger. Aus den umliegenden Ortschaften drangen 3000 bischöfliche Bauern ein und entwaffneten die beteiligten Bürger. Hilfesuchend wandte sich Heinrich Hartard an den Mainzer Kurfürsten Lothar Franz von Schönborn, der die Lage für das Haus Schönborn nutzte und Heinrich Hartard zur Beistellung eines Koadjutors drängte.
Die letzte Zeit bevor er mit 86 Jahren starb, konnte er seinen Amtsgeschäften nur noch schwer nachkommen, und es blieb vieles einfach liegen, was er gegenüber seinem Koadjutor und Nachfolger Damian Hugo Philipp von Schönborn-Buchheim mehrmals freimütig und entschuldigend einräumte.
Der Neffe Bischofs von Rollingen, Karl Wolfgang Heinrich von Rollingen, starb 1730 als Domherr in Speyer, und es existiert von ihm ein schönes Epitaph mit Familienwappen und Porträt im Speyerer Dom (Langhaus, Nordwand).

## Grab
Heinrich Hartard von Rollingen wurde im Dom zu Speyer begraben. Laut Johann Michael König (Fehde der Stadt Speyer mit weiland dem Herrn Heinrich Hartard von Rollingen) ließ die Bayerische Staatsregierung sein Grabmal aus der Bischofskirche entfernen, da es von den plündernden Franzosen sehr stark beschädigt worden war. An der gleichen Stelle errichtete man stattdessen 1828 ein Denkmal für den 2 Jahre zuvor verstorbenen Bischof Matthäus von Chandelle. Beim Fertigen des Fundamentes stießen die Arbeiter auf den Sarg von Bischof Rollingen. Dieser blieb unangetastet an der Originalstelle bestattet, da Bischof Chandelle ohnehin auf dem städtischen Friedhof begraben lag und nur sein Epitaph im Dom aufgestellt werden sollte. Inzwischen ist auch dieser wieder entfernt worden und befindet sich derzeit auf dem Domkapitelsfriedhof Speyer.

## Wappen
Auf einem Kupferstich stellt sich das gemehrte fürstbischöfliche Wappen als Vierung dar. Im Wechsel erscheint das Wappen des Bistums und das Wappen der Fürstpropstei Weißenburg. Als Herzschild ist das Familienwappen aufgepflanzt, es handelt sich um drei silberne Sparren auf Rot. Es gibt auch ein vermehrtes Wappen der Familie Rollingen, so wie es auf dem bischöflichen Wappen an der Kirche von Hainfeld und auf nebenstehendem Wappenstein aus dem Speyerer Dom erscheint; geviert, im Wechsel das alte Rollingensche Sparrenwappen und ein silbernes Ankerkreuz auf Rot (Simmern / Septfontaines in Luxemburg) darstellend (Siebmacher, Lothringen).

## Besonderes
Der Schriftsteller Josef Ponten setzte Heinrich Hartard von Rollingen in seinem Roman Rhein und Wolga ein literarisches Denkmal. In dem Buch, das von den Ereignissen im Leben der Vorfahren eines Wolgadeutschen handelt, beschreibt er in dramatischer Schilderung auch den Brand des Speyerer Doms 1689 und Rollingens Rettungsversuche:

„Prälat Freiherr von Rollingen hatte sich vom Rheine her mit Männern und Pumpen in die Stadt geschlichen. Die Spritzen warfen Wasserstrahlen wider das Monument. Aber war die Luft zu heiß oder brannte gar schon das Bauwerk innen – das Wasser zerging, verdampfte, bevor es den Bau erreichte. Der Prälat nahm im Kreuzgang eine Axt auf und schlug selbst eine verschlossen gewesene Tür ein – da brannten innen die Hausrathaufen und -stapel. Als die Tür, die den von der Hitze bereits gesprungenen Fenstern gegenüber lag, nunmehr offen war, erhob sich im Lohehauch nach einwärts ein starker sturmwindartiger Zug. Nur wider ihn ankämpfend und gleichsam gegen ihn schwimmend erreichte Rollingen den Ausgang und rettete sein Leben. Das Heiligtum musste er sich selbst überlassen. Dessen vordere Langhausdecke schickte sich eben an, unter der Last des auf sie niederbrechenden Dachstuhls einzustürzen. Kaum war der geistliche Baron aus dem Kirchenbau in den gewölbten Umgang des Kreuzhofes hinausgelaufen, da hörte er es schwer und massig regnen. Glühendes Blei, die ganze geschmolzene Bedachung der langen, großen Kirche, tropfte, rieselte, floß die Mauern herab. …“